# Еперне (округ)
Округ Еперне (фр. Arrondissement d'Épernay) — округ у Франції, в департаменті Марна. 2023 року округ об'єднував 208 муніципалітетів, населення становило 117 262 особи.
Адміністративний центр (супрефектура) — Еперне.

## Муніципалітети
Список муніципалітетів округу та їхні коди INSEE:
1. Авене-Валь-д'Ор (51028)
2. Авіз (51029)
3. Аї-Шампань (51030)
4. Альман (51005)
5. Альманш-Лоне-е-Суає (51004)
6. Амбонне (51007)
7. Англюзель-е-Курсель (51010)
8. Англюр (51009)
9. Аті (51018)
10. Бальє-су-Шатійон (51038)
11. Банн (51035)
12. Банне (51034)
13. Баньє (51032)
14. Барбонн-Фаєль (51036)
15. Беї (51042)
16. Бельваль-су-Шатійон (51048)
17. Бержер-ле-Вертю (51049)
18. Бержер-су-Монмірай (51050)
19. Бетон (51056)
20. Блан-Кото (51612)
21. Бодман (51041)
22. Боне (51045)
23. Бруа (51092)
24. Бруссі-ле-Гран (51090)
25. Бруссі-ле-Петі (51091)
26. Брюньї-Воданкур (51093)
27. Буассі-ле-Репо (51070)
28. Бузі (51079)
29. Бурсо (51076)
30. Буші-Сен-Жене (51071)
31. Валь-де-Лівр (51564)
32. Валь-де-Маре (51158)
33. Вандьєр (51592)
34. Вантей (51605)
35. Велі (51603)
36. Венде (51645)
37. Венсель (51644)
38. Вер-Тулон (51611)
39. Вердон (51607)
40. Верней (51609)
41. Віллер-о-Буа (51630)
42. Вільвенар (51641)
43. Вільє-о-Корней (51642)
44. Вільнев-ла-Льйонн (51625)
45. Вільнев-Сен-Вітр-е-Вільвотт (51628)
46. Вільнев-Реннвіль-Шевіньї (51627)
47. Вільсене (51638)
48. Віне (51643)
49. Восьєнн (51597)
50. Вошам (51596)
51. Вуарс (51652)
52. Вузі (51655)
53. Ге (51265)
54. Гранж-сюр-Об (51279)
55. Гров (51281)
56. Гургансон (51276)
57. Дамрі (51204)
58. Дізі (51210)
59. Дорман (51217)
60. Еві (51241)
61. Еї (51410)
62. Еклаволь-Люре (51234)
63. Екюрі-ле-Репо (51226)
64. Еперне (51230)
65. Ескард (51233)
66. Етерне (51237)
67. Етож (51238)
68. Етреші (51239)
69. Жанвільє (51304)
70. Жермен (51266)
71. Жермінон (51268)
72. Живрі-ле-Луазі (51273)
73. Жуазель (51306)
74. Іньї-Комблізі (51298)
75. Кед (51451)
76. Кер-де-ла-Валле (51457)
77. Кламанж (51154)
78. Клель (51155)
79. Конжі (51163)
80. Коннантре-Ворефруа (51164)
81. Коннантр (51165)
82. Конфлан-сюр-Сен (51162)
83. Кормуає (51173)
84. Коррибер (51174)
85. Корробер (51175)
86. Корруа (51176)
87. Корфелікс (51170)
88. Краман (51196)
89. Куазар-Жош (51157)
90. Курживо (51185)
91. Куржонне (51186)
92. Курсмен (51182)
93. Куртьєзі (51192)
94. Кюї (51200)
95. Кюм'єр (51202)
96. Кюшері (51199)
97. Ла-Віль-су-Орбе (51639)
98. Ла-Вільнев-ле-Шарлевіль (51626)
99. Ла-Кор (51100)
100. Ла-Невіль-о-Ларрі (51398)
101. Ла-Ну (51407)
102. Ла-Сель-су-Шантемерль (51103)
103. Ла-Форестьєр (51258)
104. Ла-Шапель-Лассон (51127)
105. Ла-Шапель-су-Орбе (51128)
106. Лаші (51313)
107. Ле-Безій (51033)
108. Ле-Брей (51085)
109. Ле-Везьє (51618)
110. Ле-Го-Суаньї (51264)
111. Ле-Ме-Сент-Епуен (51360)
112. Ле-Меній-сюр-Оже (51367)
113. Ле-Ту-Троне (51570)
114. Левриньї (51320)
115. Лез-Ессар-ле-Віконт (51236)
116. Лез-Ессар-ле-Сезанн (51235)
117. Лез-Істр-е-Бюрі (51302)
118. Лент (51324)
119. Лентель (51323)
120. Луазі-ан-Брі (51327)
121. Мажента (51663)
122. Мансі (51342)
123. Мардей (51344)
124. Марей-ан-Брі (51345)
125. Марей-ле-Пор (51346)
126. Мариньї (51351)
127. Марньї (51350)
128. Марсанжі (51353)
129. Марсії-сюр-Сен (51343)
130. Мекренж (51359)
131. Мер-Верде (51369)
132. Мондман-Монживру (51374)
133. Монжено (51376)
134. Монмірай (51380)
135. Монмор-Люсі (51381)
136. Монтелон (51378)
137. Моранжис (51384)
138. Морсен (51386)
139. Мослен (51387)
140. Муссі (51390)
141. Мютіньї (51392)
142. Нантей-ла-Форе (51393)
143. Неві (51402)
144. Нель-ла-Репост (51395)
145. Нель-ле-Репон (51396)
146. Овілле (51287)
147. Онь (51412)
148. Орбе-л'Аббе (51416)
149. Пассі-Гриньї (51425)
150. Пеа (51426)
151. П'єрр-Морен (51430)
152. П'єррі (51431)
153. Плер (51432)
154. Пліво (51434)
155. Покансі (51435)
156. Потанжі (51443)
157. Рев (51458)
158. Ревейон (51459)
159. Ріє (51460)
160. Ромрі (51465)
161. Руффі (51469)
162. Сарон-сюр-Об (51524)
163. Сезанн (51535)
164. Сен-Бон (51473)
165. Сен-Жуст-Соваж (51492)
166. Сен-Кантен-ле-Верже (51511)
167. Сен-Лу (51495)
168. Сен-Мар-ле-Руффі (51499)
169. Сен-Мартен-д'Аблуа (51002)
170. Сен-Ремі-су-Бруа (51514)
171. Сен-Сатюрнен (51516)
172. Сент-Жемм (51480)
173. Сент-Імож (51488)
174. Содуа (51526)
175. Суазі-о-Буа (51542)
176. Сульєр (51558)
177. Сюїзі-ле-Фран (51560)
178. Таа (51565)
179. Талю-Сен-Прі (51563)
180. Трекон (51578)
181. Трефоль (51579)
182. Труассі (51585)
183. Тур-сюр-Марн (51576)
184. Уа (51421)
185. Уарі (51413)
186. Фер-Шампенуаз (51248)
187. Фербріанж (51247)
188. Фестіньї (51249)
189. Флавіньї (51251)
190. Флері-ла-Рив'єр (51252)
191. Фо-Френе (51243)
192. Фонтен-Дені-Нюїзі (51254)
193. Фонтен-сюр-І (51256)
194. Фромантьєр (51263)
195. Шаво-Куркур (51142)
196. Шальтре (51110)
197. Шамвуазі (51121)
198. Шамгвіон (51116)
199. Шампійон (51119)
200. Шампла-е-Бужакур (51120)
201. Шампобер (51113)
202. Шантемерль (51124)
203. Шарлевіль (51129)
204. Шатійон-сюр-Марн (51136)
205. Шатійон-сюр-Морен (51137)
206. Шентрі-Б'єрж (51107)
207. Шише (51151)
208. Шуї (51153)